# Vierbach
Vierbach ist ein Ortsteil der Gemeinde Wehretal im nordhessischen Werra-Meißner-Kreis.

## Geographische Lage
Das Straßendorf Vierbach liegt im Tal der Vierbach, ca. 8 km südsüdwestlich von Eschwege und 4,5 km nordwestlich der Gemeindeverwaltung in Reichensachsen. Das Gebiet des Ortsteils besteht aus der Gemarkung Vierbach, im äußersten Nordwesten des Gemeindegebiets, mit einer Fläche von 735 Hektar, davon sind 304 Hektar Wald.
In der Gemarkung liegen die folgenden aktuellen und historischen Siedlungsplätze:
- Bernsdorf[3]
- Wüstung Brausdorf[4]
- Brausmühle[5]
- Wüstung Farsrode[6]
- Forsthaus[7]
- Wüstung Goldbach[8]
- Wüstung Katzenbach[9]
- Wipperode[10]

Die Ortslage befindet sich auf 220 bis 255 m ü. NHN und der höchste Punkt ist der Kornberg mit 386 Meter Höhe nördlich der Ortslage. Der Dachsberg mit 395,7 m ü. NHN südwestlich des Orts liegt knapp außerhalb der Gemarkungsgrenze. An den Ortsteil Vierbach grenzen, von Norden beginnend, im Uhrzeigersinn, die Gemeinde Meißner mit den Ortsteilen Germerode und Alberode sowie Eschwege-Eltmannshausen, im Osten Eschwege-Niddawitzhausen und Wehretal-Reichensachsen, im Südwesten Waldkappel-Bischhausen und die Kerngemeinde Waldkappel und im Nordwesten Meißner-Germerode. Durch den Ort verläuft die Landesstraße 3243, die Reichensachsen im Südosten mit Germerode im Nordwesten verbindet.

## Geschichte
Die Gemeinde Vierbach entstand am 6. Dezember 1935 durch den Zusammenschluss der beiden Orte Wipperode und Bernsdorf. Im Zuge der Gebietsreform in Hessen kam der Ort am 1. Oktober 1971 zur Gemeinde Reichensachsen, und am 31. Dezember 1971 mit Reichensachsen zur Gemeinde Wehretal. Seit dem 28. Januar 1976 ist er eigenständiger Ortsteil von Wehretal.

### Wipperode
Wipperode wurde bereits im Jahre 980 unter dem Ortsnamen Wicbrahterod urkundlich erwähnt. Über den Ort hatte das Kloster Fulda von 980 bis 1819 die Lehenshoheit. Die Belehnungen erfolgen je zur Hälfte durch den Abt von Fulda (Niedere Gerichtsbarkeit und Grundherrschaft) und den Landgrafen von Hessen (Landeshoheit, Hohe Gerichtsbarkeit). Ab 1819 bis zum Ende des „Heiligen Römischen Reichs“ werden die von Eschwege durch das Kurfürstentum Hessen belehnt. Die heutige Kirche wurde 1863 erbaut.
Die folgende Liste zeigt die Staaten und Verwaltungseinheiten, denen Wipperode angehört(e):
- vor 1567: Heiliges Römisches Reich, Landgrafschaft Hessen, Amt Eschwege, Gericht Bilstein
- ab 1567: Heiliges Römisches Reich, Landgrafschaft Hessen-Kassel, Amt Eschwege, Gericht Bilstein
  - 1627–1834: Landgrafschaft Hessen-Rotenburg (sogenannte Rotenburger Quart), teilsouveränes Fürstentum unter reichsrechtlicher Oberhoheit der Landgrafschaft Hessen-Kassel bzw. des Kurfürstentums Hessen
- ab 1806: Landgrafschaft Hessen-Kassel, Rotenburger Quart, Amt Eschwege, Gericht Bilstein
- 1807–1813: Königreich Westphalen, Departement der Werra, Distrikt Eschwege, Kanton Bischhausen
- ab 1814: Kurfürstentum Hessen, Amt Eschwege,  Gericht Bilstein[13]
- ab 1821/22: Kurfürstentum Hessen, Provinz Niederhessen, Kreis Eschwege[14][Anm. 2]
- ab 1848: Kurfürstentum Hessen, Bezirk Eschwege
- ab 1851: Kurfürstentum Hessen, Provinz Niederhessen, Kreis Eschwege
- ab 1866: Königreich Preußen, Provinz Hessen-Nassau, Regierungsbezirk Kassel, Kreis Eschwege
- ab 1871: Deutsches Reich,  Königreich Preußen, Provinz Hessen-Nassau, Regierungsbezirk Kassel, Kreis Eschwege
- ab 1918: Deutsches Reich, Freistaat Preußen, Provinz Hessen-Nassau, Regierungsbezirk Kassel, Kreis Eschwege

Einwohnerentwicklung
Quelle: Historisches Ortslexikon
- 1585: 32 Haushaltungen
- 1747: 44 Haushaltungen
- 1885: 249 evangelische (= 99,60 %), ein katholischer (= 0,40 %) Einwohner

| Wipperode: Einwohnerzahlen von 1834 bis 1925 | Wipperode: Einwohnerzahlen von 1834 bis 1925 | Wipperode: Einwohnerzahlen von 1834 bis 1925 | Wipperode: Einwohnerzahlen von 1834 bis 1925 | Wipperode: Einwohnerzahlen von 1834 bis 1925 |
| --- | -------------------------------------------- | -------------------------------------------- | -------------------------------------------- | -------------------------------------------- |
| Jahr |                                              |                                              |                                              | Einwohner                                    |
| 1834 | 1834                                         |                                              | 313                                          | 313                                          |
| 1840 | 1840                                         |                                              | 292                                          | 292                                          |
| 1846 | 1846                                         |                                              | 289                                          | 289                                          |
| 1852 | 1852                                         |                                              | 301                                          | 301                                          |
| 1858 | 1858                                         |                                              | 272                                          | 272                                          |
| 1864 | 1864                                         |                                              | 267                                          | 267                                          |
| 1871 | 1871                                         |                                              | 253                                          | 253                                          |
| 1875 | 1875                                         |                                              | 266                                          | 266                                          |
| 1885 | 1885                                         |                                              | 250                                          | 250                                          |
| 1895 | 1895                                         |                                              | 255                                          | 255                                          |
| 1905 | 1905                                         |                                              | 223                                          | 223                                          |
| 1910 | 1910                                         |                                              | 230                                          | 230                                          |
| 1925 | 1925                                         |                                              | 212                                          | 212                                          |
| Datenquelle: Historisches Gemeindeverzeichnis für Hessen: Die Bevölkerung der Gemeinden 1834 bis 1967. Wiesbaden: Hessisches Statistisches Landesamt, 1968. |                                              |                                              |                                              |                                              |

### Bernsdorf
Die älteste bekannte Erwähnung von Bernsdorf erfolge 1195 als Berharsdorf in einer klösterlichen Urkunde. Im Jahr 1277 wurde dem Kloster Germerode die Gerichtsbarkeit über Bernsdorf bestädigt. Die Landeshoheit über das Kloster Germerode gelangt mit dem Aussterben der Bilsteiner im 14. Jahrhundert an die Landgrafschaft Hessen, die dem Kloster bis zur Säkularisation eine gewisse Eigenständigkeit zugestanden.
Die folgende Liste zeigt die Staaten und Verwaltungseinheiten, denen Bernsdorf angehört(e):
- 1277: Gericht Kloster Germerode
- 15. Jahrhundert: Landgrafschaft Hessen, Gericht Bilstein
- vor 1567: Heiliges Römisches Reich, Landgrafschaft Hessen, Amt Eschwege, Gericht Bilstein
- ab 1567: Heiliges Römisches Reich, Landgrafschaft Hessen, Amt Eschwege, Gericht Bilstein
  - 1627–1834: Landgrafschaft Hessen-Rotenburg (sogenannte Rotenburger Quart), teilsouveränes Fürstentum unter reichsrechtlicher Oberhoheit der Landgrafschaft Hessen-Kassel bzw. des Kurfürstentums Hessen
- 1787: Heiliges Römisches Reich, Landgrafschaft Hessen-Kassel, Amt Bilstein, Klostergerichtsbezirk Germerode
- 1803–1806: Heiliges Römisches Reich, Kurfürstentum Hessen, Amt Bilstein, Klostergerichtsbezirk Germerode
- ab 1806: Landgrafschaft Hessen-Kassel, Niederhessen, Amt Eschwege
- 1807–1813: Königreich Westphalen, Departement der Werra, Distrikt Eschwege, Kanton Bischhausen
- ab 1814: Kurfürstentum Hessen, Provinz Niederhessen, Amt Germerode[17]
- ab 1821: Kurfürstentum Hessen, Provinz Niederhessen, Kreis Eschwege[14]
- ab 1848: Kurfürstentum Hessen, Bezirk Eschwege
- ab 1851: Kurfürstentum Hessen, Provinz Niederhessen, Kreis Eschwege
- ab 1866: Königreich Preußen, Provinz Hessen-Nassau, Regierungsbezirk Kassel, Kreis Eschwege
- ab 1871: Deutsches Reich,  Königreich Preußen, Provinz Hessen-Nassau, Regierungsbezirk Kassel, Kreis Eschwege
- ab 1918: Deutsches Reich, Freistaat Preußen, Provinz Hessen-Nassau, Regierungsbezirk Kassel, Kreis Eschwege

Einwohnerenrwicklung
Quelle: Historisches Ortslexikon
- 1585: 32 Haushaltungen
- 1747: 18 Haushaltungen
- 1885: 136 evangelische (= 100 %) Einwohner

| Bernsdorf: Einwohnerzahlen von 1834 bis 1925 | Bernsdorf: Einwohnerzahlen von 1834 bis 1925 | Bernsdorf: Einwohnerzahlen von 1834 bis 1925 | Bernsdorf: Einwohnerzahlen von 1834 bis 1925 | Bernsdorf: Einwohnerzahlen von 1834 bis 1925 |
| --- | -------------------------------------------- | -------------------------------------------- | -------------------------------------------- | -------------------------------------------- |
| Jahr |                                              |                                              |                                              | Einwohner                                    |
| 1834 | 1834                                         |                                              | 133                                          | 133                                          |
| 1840 | 1840                                         |                                              | 149                                          | 149                                          |
| 1846 | 1846                                         |                                              | 141                                          | 141                                          |
| 1852 | 1852                                         |                                              | 150                                          | 150                                          |
| 1858 | 1858                                         |                                              | 139                                          | 139                                          |
| 1864 | 1864                                         |                                              | 154                                          | 154                                          |
| 1871 | 1871                                         |                                              | 142                                          | 142                                          |
| 1875 | 1875                                         |                                              | 133                                          | 133                                          |
| 1885 | 1885                                         |                                              | 136                                          | 136                                          |
| 1895 | 1895                                         |                                              | 129                                          | 129                                          |
| 1905 | 1905                                         |                                              | 119                                          | 119                                          |
| 1910 | 1910                                         |                                              | 109                                          | 109                                          |
| 1925 | 1925                                         |                                              | 141                                          | 141                                          |
| Datenquelle: Historisches Gemeindeverzeichnis für Hessen: Die Bevölkerung der Gemeinden 1834 bis 1967. Wiesbaden: Hessisches Statistisches Landesamt, 1968. |                                              |                                              |                                              |                                              |

### Vierbach
Am 1. Oktober 1971 wurde Vierbach im Zuge der Gebietsreform in Hessen in die Nachbargemeinde Reichensachsen eingegliedert. Diese neue Gemeinde Reichensachsen  fusionierten mit der Gemeinde Hoheneiche am 31. Dezember 1971 zur Großgemeinde Wehretal und wurde dessen Verwaltungssitz. Die ehemalige Gemeinde Vierbach wurde ab dem 28. Januar 1976 als eigener Ortsteil und Ortsbezirk mit Ortsbeirat und Ortsvorsteher nach der Hessischen Gemeindeordnung geführt.
Die folgende Liste zeigt die Staaten und Verwaltungseinheiten, denen Vierbach angehört(e):
- ab 1936: Deutsches Reich, Freistaat Preußen, Provinz Hessen-Nassau, Regierungsbezirk Kassel, Kreis Eschwege
- ab 1944: Deutsches Reich, Freistaat Preußen, Provinz Kurhessen, Landkreis Eschwege
- ab 1945: Amerikanische Besatzungszone, Groß-Hessen, Regierungsbezirk Kassel, Landkreis Eschwege
- ab 1946: Amerikanische Besatzungszone, Hessen, Regierungsbezirk Kassel, Landkreis Eschwege
- ab 1949: Bundesrepublik Deutschland, Hessen, Regierungsbezirk Kassel, Landkreis Eschwege
- ab 1971: Bundesrepublik Deutschland, Hessen, Regierungsbezirk Kassel, Landkreis Eschwege, Gemeinde Reichensachsen[Anm. 4]
- ab 1972: Bundesrepublik Deutschland, Hessen, Regierungsbezirk Kassel, Landkreis Eschwege, Gemeinde Wehretal[Anm. 5]
- ab 1974: Bundesrepublik Deutschland, Hessen, Regierungsbezirk Kassel, Werra-Meißner-Kreis, Gemeinde Wehretal

## Bevölkerung

### Einwohnerstruktur 2011
Nach den Erhebungen des Zensus 2011 lebten am Stichtag dem 9. Mai 2011 in Vierbach 267 Einwohner. Darunter waren 3 (1,1 %) Ausländer.
Nach dem Lebensalter waren 27 Einwohner unter 18 Jahren, 96 zwischen 18 und 49, 60 zwischen 50 und 64 und 81 Einwohner waren älter. Die Einwohner lebten in 126 Haushalten. Davon waren 36 Singlehaushalte, 48 Paare ohne Kinder und 30 Paare mit Kindern, sowie 9 Alleinerziehende und 3 Wohngemeinschaften. In 33 Haushalten lebten ausschließlich Senioren/-innen und in 63 Haushaltungen lebten keine Senioren/-innen.

### Einwohnerentwicklung
| Vierbach: Einwohnerzahlen von 1946 bis 2023 | Vierbach: Einwohnerzahlen von 1946 bis 2023 | Vierbach: Einwohnerzahlen von 1946 bis 2023 | Vierbach: Einwohnerzahlen von 1946 bis 2023 | Vierbach: Einwohnerzahlen von 1946 bis 2023 |
| --- | ------------------------------------------- | ------------------------------------------- | ------------------------------------------- | ------------------------------------------- |
| Jahr |                                             |                                             |                                             | Einwohner                                   |
| 1946 | 1946                                        |                                             | 551                                         | 551                                         |
| 1950 | 1950                                        |                                             | 544                                         | 544                                         |
| 1956 | 1956                                        |                                             | 448                                         | 448                                         |
| 1961 | 1961                                        |                                             | 425                                         | 425                                         |
| 1967 | 1967                                        |                                             | 442                                         | 442                                         |
| 1970 | 1970                                        |                                             | 435                                         | 435                                         |
| 1987 | 1987                                        |                                             | 368                                         | 368                                         |
| 2000 | 2000                                        |                                             | ?                                           | ?                                           |
| 2011 | 2011                                        |                                             | 297                                         | 297                                         |
| 2023 | 2023                                        |                                             | 267                                         | 267                                         |
| Datenquelle: Historisches Gemeindeverzeichnis für Hessen: Die Bevölkerung der Gemeinden 1834 bis 1967. Wiesbaden: Hessisches Statistisches Landesamt, 1968. Weitere Quellen: bis 1987; Gemeinde Wehretal; Zensus 2011 |                                             |                                             |                                             |                                             |

### Historische Religionszugehörigkeit
- 1961: 425 Einwohner, davon 373 evangelisch (= 87,76 %), 52 katholisch (= 12,24 %)[2]

## Politik
Für Vierbach besteht ein Ortsbezirk (Gebiete der ehemaligen Gemeinde Vierbach) mit Ortsbeirat und Ortsvorsteher nach der Hessischen Gemeindeordnung.
Der Ortsbeirat besteht aus fünf Mitgliedern. Bei den Kommunalwahlen in Hessen 2021 betrug die Wahlbeteiligung zum Ortsbeirat 61,47 %. Dabei wurden gewählt vier Mitglieder der CDU und ein Mitgied der Freien Wähler Vierbach. Der Ortsbeirat wählte Klaus Katharina Dilling zur Ortsvorsteherin.

## Vereine
Im Ort gibt es eine Freiwillige Feuerwehr, einen Heimat- und Verkehrsverein sowie den 1926 gegründeten Sportverein Blau-Weiß Vierbach, der aktuell eine Turn- sowie eine Tischtennisabteilung umfasst.

## Kirche

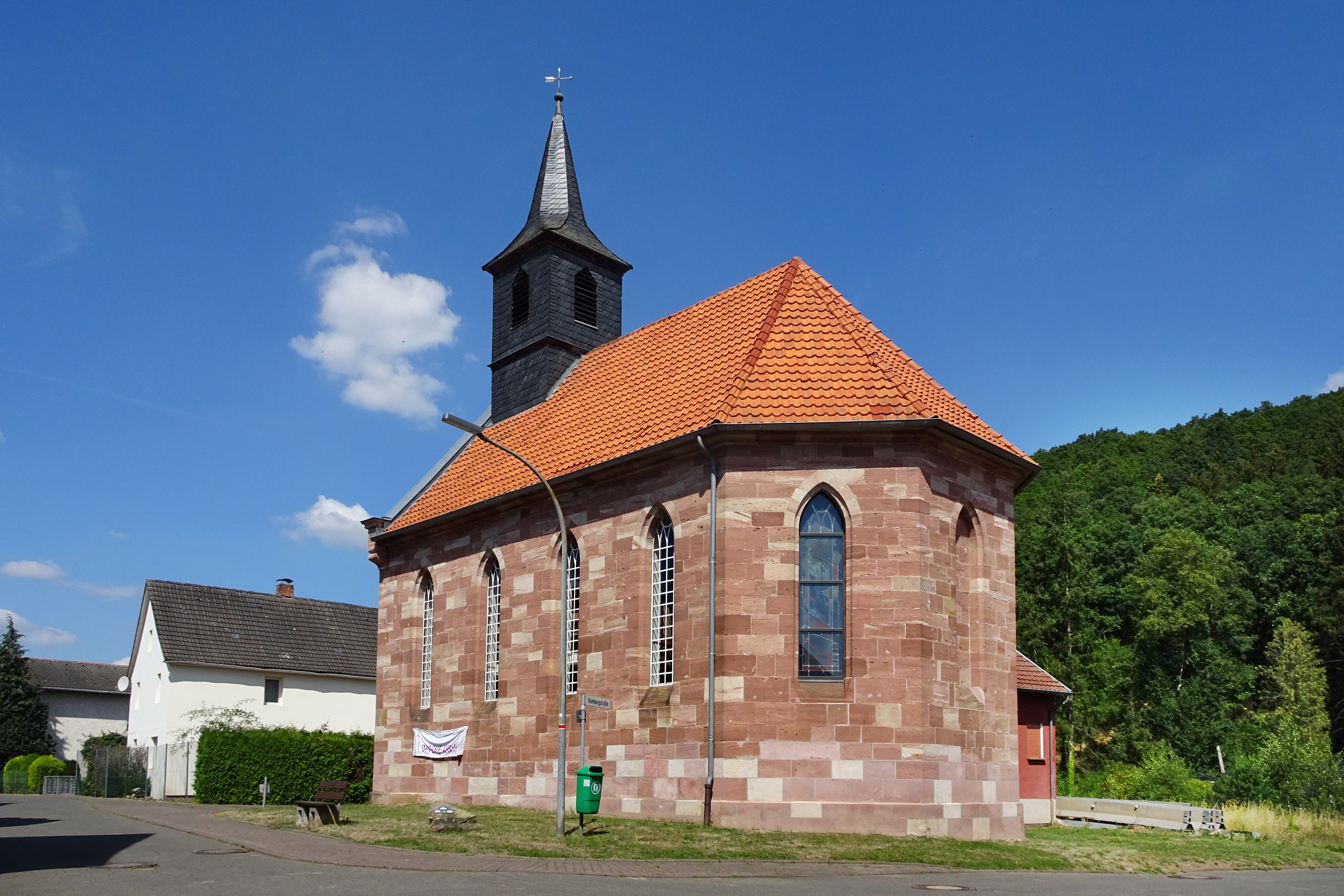
Die Evangelische Kirche Vierbach, gesehen von Südosten

Die Evangelische Kirche wurde im Jahr 1863 als Pfarrkirche von Wipperode errichtet, an einer Stelle, an der auch schon vorher eine Kirche gestanden haben soll. Nach der Zusammenlegung von Wipperode und Bernsdorf wurde sie zum Gotteshaus der Kirchengemeinde Vierbach, die gegenwärtig mit den Gemeinden Langenhain und Oetmannshausen das Kirchspiel Oetmannshausen bildet. Das Kirchspiel gehört zum Kirchenkreis Werra-Meißner, innerhalb der Evangelischen Kirche von Kurhessen-Waldeck im Sprengel Kassel.
Das Äußere der Vierbacher Kirche prägen die Sandsteinquader des Mauerwerks, der verschieferte Dachreiter sowie die hohen Spitzbogenfenster. Im Kircheninneren dominieren die umlaufende Empore, die auf dünnen Eisenstützen aufsitzt und die beiden Buntglasfenster, die den Altar flankieren. Als bemerkenswert angesehen werden das im Chor befindliche Grabmal des Freiherren Hartmann von Eschwege sowie die Orgel in neogotischem Prospekt. Im Juli 2022 weihte die Gemeinde das Gebäude als Radwegekirche ein, die im Sommer tagsüber frei zugänglich ist.
Wegen ihrer künstlerischen, geschichtlichen und baulichen Bedeutung ist die Kirche ein geschütztes Kulturdenkmal.

## Infrastruktur
- Im Ort gibt es ein Dorfgemeinschaftshaus.